# Willi Willing
Willi Willing (* 8. Februar 1907 in Berlin; † 20. November 1983 in Berchtesgaden) war ein deutscher Elektrotechniker und Professor für Elektrowirtschaft an der Technischen Hochschule Berlin und Gaudozentenbundführer von Berlin.

## Leben
Der Sohn eines Berliner Werkzeugdrehers studierte Elektrotechnik an der TH Berlin und wurde im Juni 1928 Mitglied der NSDAP. Willing trat 1929 der SA bei und wechselte 1931 zur SS (SS-Nummer 12.559). Seit 1932 war er für den SD tätig. Ab 1932 war er als Hilfsassistent an der TH Berlin-Charlottenburg beschäftigt. Hier zog er ein „leistungsfähiges V-Männernetzwerk von wissenschaftlichen Mitarbeitern“ auf. Ab Oktober 1933 leitete er die Dozentenschaft der TH Berlin. 1934 wurde er Gebietsleiter und 1935 Gaudozentenbundführer des Berliner NS-Dozentenbundes. Damit war Willing der ranghöchste Parteifunktionär an den Berliner Hochschulen. Diese Funktion übte er bis 1944 aus. Am 1. April 1935 wurde er an der TH Berlin Oberingenieur. Er wurde dort mit einer Dissertation über Die Wirtschaftlichkeit der Stromversorgung des Haushalts promoviert. Von 1935 bis 1937 war er Referent der Forschungsabteilung im Reichswissenschaftsministerium.
Nachdem er im Januar 1936 Karl Willy Wagner suspendiert hatte, war er von Februar 1936 bis März 1937 kommissarischer Direktor des Heinrich-Hertz-Instituts.
Am 1. April 1937 wurde er an der TH Berlin zum a.o. Professor berufen und wurde dort am 1. Juli 1940 zum Ordinarius für Elektrotechnik.
Bei der SS erreichte Willing 1939 den Rang eines SS-Sturmbannführers. Nach einem Konflikt mit dem Ingenieur-Inspekteur des OKH Generalleutnant Philipp Linn, der die Wehrtechnische Fakultät als „Unfug“ bezeichnete, folgte eine Gerichtsverhandlung. Im Prozess berief sich Willing auf seine Geheimhaltungspflicht als SD-Mitarbeiter. Aufgrund dieser Aussage ließ Reichsführer SS Heinrich Himmler Willing vor ein SS-Gericht stellen, das jedoch bis zum Kriegsende kein Urteil aussprach.
Ab 1942 war Willing stellvertretender Leiter des Amts C III im SS-Wirtschafts- und Verwaltungshauptamt und war dort mit der Organisation der Zwangsarbeit von KZ-Häftlingen befasst. Im Herbst 1943 wechselte er zur Gruppe Bauwesen beim Höheren SS- und Polizeiführer Ost ins Generalgouvernement mit Dienstsitz Krakau. Ab Dezember 1944 organisierte Willing aus Mitteln der Wehrtechnischen Fakultät der TH Berlin ein aus KZ-Häftlingen bestehendes Chemikerkommando im KZ Flossenbürg, das einen Kampfstoffdetektor fertigen sollte.
Von 1964 bis 1971 lebte er in Braunschweig.

## Veröffentlichung
- mit Bernhard Endrucks und Hans Lambrecht: Bericht über Aufgaben in der Elektrowirtschaft; Berlin: Willing 1933–34
- Die Wirtschaftlichkeit der Stromversorgung des Haushalts. Eine elektrizitätswirtschaftliche Studie unter Berücksichtigung der Kochstromversorgung; 1938